# Jeff Baena
Jeffrey Lance Baena, detto Jeff (Miami, 29 giugno 1977 – Los Angeles, 3 gennaio 2025), è stato uno sceneggiatore e regista statunitense.

## Biografia
Crebbe in una famiglia ebraica non-religiosa a Miami. Dal 2011 ebbe una relazione con l'attrice Aubrey Plaza. I due si sposarono poi nel 2021, nel loro decimo anniversario di fidanzamento, in una piccola cerimonia privata.
Baena è morto il 3 gennaio 2025, nella sua casa a Los Angeles, dove un'assistente lo ha trovato senza vita. Il medico legale della contea di Los Angeles ha riportato la causa della morte come suicidio per impiccagione.

## Filmografia

### Cinema
- I Heart Huckabees (2004)
- Life After Beth - L'amore ad ogni costo (Life After Beth) (2014)
- Joshy (2016)
- The Little Hours (2017)
- Horse Girl (2020)
- Spin Me Round - Fammi girare (Spin Me Round) (2022)

### Televisione
- Cinema Toast (2021)